# Tonicia chilensis
«  Chiton elegans Frembly, 1827 » redirige ici. Pour les autres significations, voir Chiton elegans.
Espèce
Synonymes
- Chiton chilensis Frembly, 1827
- Chiton elegans Frembly, 1827, non Blainville, 1825
- Chiton grayii G. B. Sowerby I, 1832
- Chiton lineolatus Frembly, 1827
- Tonicia elegans (Frembly, 1827)
- Tonicia fremblyana Kaas, 1957
- Tonicia (Tonicia) chilensis (Frembly, 1827)

Tonicia chilensis est une espèce de mollusques polyplacophores, de l'ordre des Chitonida et de la famille des Chitonidae. Elle est trouvée sur les côtes du Chili.